# AronChupa
Aron Michael Ekberg (n. 30 martie 1991), cunoscut sub numele de scenă AronChupa, este un cantator, DJ, producător muzical și fotbalist din Suedia. Deține o casă de discuri. Este membru al grupului electro-hip hop Albatraoz, format în 2012. De asemenea, Aron joacă fotbal la clubul Byttorps IF.

## Discografie

### Single-uri
| Titlu                                                                           | An   | Poziție | Poziție | Poziție | Poziție | Poziție | Poziție | Poziție | Poziție | Poziție | Poziție | Poziție | Certificări                                                                                   | Album |
| Titlu                                                                           | An   | SWE     | AUS     | AUT     | DEN     | FIN     | FRA     | GER     | ITA     | NL      | NOR     | NZ      | Certificări                                                                                   | Album |
| ------------------------------------------------------------------------------- | ---- | ------- | ------- | ------- | ------- | ------- | ------- | ------- | ------- | ------- | ------- | ------- | --------------------------------------------------------------------------------------------- | ----- |
| "I'm an Albatraoz"[A]                                                           | 2014 | 1       | 2       | 2       | 1       | 5       | 7       | 4       | 7       | 2       | 5       | 3       | - IFPI SWE: 2× Platină - ARIA: 2× Platină - IFPI DEN: Platină - FIMI: Platină - RMNZ: Platină | N/A   |
| "—" denotes releases that did not chart or were not released in that territory. |      |         |         |         |         |         |         |         |         |         |         |         |                                                                                               |       |

*'''A'''{{Note|note_a1}}: Sora lui AronChupa, Nora Ekberg, interpretează vocal în această piesă.

## Legături externe
- Facebook
- Twitter